# Bölsdorf
Bölsdorf ist eine Ortschaft und ein Ortsteil der Stadt Tangermünde im Landkreis Stendal in Sachsen-Anhalt.

## Geographie

### Lage
Bölsdorf, ein Straßendorf mit Kirche, liegt 5 Kilometer südwestlich von Tangermünde zwischen der Elbe und dem Tanger, der wenige Kilometer nordöstlich in die Elbe mündet. Die Gemarkung Bölsdorf befindet sich im Überflutungsgebiet dieser beiden Flüsse, der Tangerniederung, und ist daher gut zur Hälfte von einem Deich umgeben. Die Stadt Stendal ist rund 15 Kilometer von Bölsdorf entfernt.

Nachbarorte sind Demker und Elversdorf im Westen, Grobleben im Nordwesten, Tangermünde im Nordosten, Buch im Südosten und Köckte im Südwesten.

### Schutzgebiete
Östlich des Dorfes beginnen das Biosphärenreservat Mittelelbe und das EU-Vogelschutzgebiet „Elbaue Jerichow“. Dazu gehört das Naturschutzgebiet Bucher Brack–Bölsdorfer Haken, das einen Altarm der Elbe einschließt. Südlich des Dorfes liegt das Naturschutzgebiet „Elsholzwiesen“.

### Ortschaftsgliederung
Zur Ortschaft Bölsdorf gehören die Ortsteile Bölsdorf und Köckte.

## Geschichte

### Mittelalter bis Neuzeit
Die erste Erwähnung des Dorfes stammt aus dem Jahre 1375 als Bolkstorppe im Landbuch der Mark Brandenburg. Es umfasste 22 Hufen, davon zwei Pfarrhufen, der Schulze hatte auch zwei Hufen. Es gab einen Krug. Weitere Nennungen zwischen 1429 und 1440 waren Belkstorff, Bolkerstorff und Bolstorff, 1687 Bölstorff und 1804 gab es das Dorf Bölsdorf oder Böllsdorf mit einem Krug und einer Wassermühle am Tanger.
Zum Bau der steinernen Tangerbrücken an der 1806 fertiggestellten Chaussee nach Tangermünde verwendete man die Reste einer Klause und einer schon 1375 im Landbuch genannten Kapelle.
Der Pfarrer August Wilhelm Pohlmann berichtete 1829 über das Hochwasser im Jahre 1820: „Bei Grieben zerriß der Deich in Folge einer Stopfung des Eises und die ganze Elbe ging nun über Buch und Bölsdorf nach dem Tanger. Die Wasserhöhe betrug 109 Zoll.“ Das sind 2,77 Meter.

### Ersterwähnung 1335
Der Historiker Peter P. Rohrlach weist darauf hin, dass die Angabe von Paul Kupka Bölsdorf sei 1335 als Palestorp erstmals erwähnt nicht zutrifft. Er führt aus, dass sich aus den Erwähnungen für Palestorp in Riedels Codex ergibt: 1335 werden Gorne vnd palestorp vom Markgrafen verpfändet. Erst die Belehnung von 1503 stellt mit der Angabe vnnd die Dorpe Hohengarne vndt Paltorff im Lannde zu Jerichow klar, dass beide Orte gar nicht zur Altmark gehören.

### Herkunft des Ortsnamens
Heinrich Sültmann meint, die Namen 1438 bolkerstorf, 1540 bolstorpe, weisen auf einen deutschen Eigennamen und die altsächsische Endung „torp“ für Dorf hin.

### Eingemeindungen
Ursprünglich gehörte das Gut Bölsdorf zum Tangermündeschen Kreis der Mark Brandenburg in der Altmark. Zwischen 1807 und 1813 lag es im Kanton Grieben auf dem Territorium des napoleonischen Königreichs Westphalen. Nach weiteren Änderungen gehörte das Gut ab 1816 zum Kreis Stendal, dem späteren Landkreis Stendal.
Am 30. September 1928 wurde der Gutsbezirk Köckte mit der Landgemeinde Bölsdorf vereinigt. Ab 25. Juli 1952 gehörte die Gemeinde Bölsdorf mit dem Ortsteil Köckte zum Kreis Tangerhütte. Nach dessen Auflösung wurde sie am 1. Januar 1988 dem Kreis Stendal zugeordnet. Schließlich kam sie am 1. Juli 1994 zum Landkreis Stendal.
Bis zum 31. Dezember 2009 war Bölsdorf eine selbständige Gemeinde mit dem Ortsteil Köckte und gehörte der jetzt aufgelösten Verwaltungsgemeinschaft Tangermünde an.
Durch einen Gebietsänderungsvertrag beschloss der Gemeinderat der Gemeinde Bölsdorf am 9. Juni 2009, dass die Gemeinde Bölsdorf in die Stadt Tangermünde eingemeindet wird. Dieser Vertrag wurde vom Landkreis als unterer Kommunalaufsichtsbehörde genehmigt und trat am 1. Januar 2010 in Kraft.
Für die Ortschaft wurde die Ortschaftsverfassung nach den §§ 86 ff. der Gemeindeordnung Sachsen-Anhalt eingeführt und ein Ortschaftsrat mit anfangs neun Mitgliedern einschließlich Ortsbürgermeister gebildet.
Heute hat der Ortschaftsrat 8 Mitglieder.

### Einwohnerentwicklung
| Jahr          | 1734 | 1772 | 1790 | 1798 | 1801 | 1818 | 1840 | 1864 | 1871 | 1885 | 1892 | 1895 | 1900 | 1905 |
| Bölsdorf      | 96   | 60   | 139  | 141  | 145  | 140  | 172  | 209  | 207  | 176  | 212  | 179  | 219  | 162  |
| Am Tanger     |      |      |      |      |      |      |      |      |      | 07   |      | 03   |      |      |
| In den Tannen |      |      |      |      |      |      |      |      |      | 09   |      | 03   |      | 012  |
| Kohlhofsberg  |      |      |      |      |      |      |      |      |      | 032  |      | 032  |      | 027  |

| Jahr | Einwohner |
| ---- | --------- |
| 1910 | [00]215   |
| 1925 | 349       |
| 1939 | 317       |
| 1946 | 451       |
| 1964 | 402       |
| 1971 | 444       |

| Jahr | Einwohner |
| ---- | --------- |
| 1981 | 340       |
| 1993 | 296       |
| 2000 | [00]301   |
| 2006 | 317       |
| 2010 | [0]274    |
| 2014 | [00]250   |

| Jahr | Einwohner |
| ---- | --------- |
| 2015 | [00]245   |
| 2019 | [00]166   |
| 2021 | [00]169   |
| 2022 | [0]227    |
| 2023 | [0]226    |

Quelle, wenn nicht angegeben bis 2006: zusammen mit Köckte: 2000 bis 2015, ab 2022

## Religion
Die evangelische Kirchengemeinde Bölsdorf gehörte früher zur Pfarrei Buch. Sie wird heute betreut vom Pfarrbereich Lüderitz im Kirchenkreis Stendal im Bischofssprengel Magdeburg der Evangelischen Kirche in Mitteldeutschland.
Die ältesten überlieferten Kirchenbücher für Bölsdorf stammen aus dem Jahre 1833, ältere Einträge sind bei Buch zu finden. Das Kirchenarchiv in Buch ist jedoch zum größten Teil 1836 verbrannt.
Die katholischen Christen gehören zur Pfarrei St. Elisabeth in Tangermünde im Dekanat Stendal im Bistum Magdeburg.

## Politik

### Ortsbürgermeister
Der erste Ortsbürgermeister seit der Eingemeindung war Dieter Melzer. Ihm folgte als Ortsbürgermeister Arno Kesemeyer.

### Ortschaftsrat
Bei der Ortschaftsratswahl am 9. Juni 2024 stellte sich die „Wählergemeinschaft Bölsdorf“ zur Wahl. Sie erreichte alle 8 möglichen Sitze. Gewählt wurden zwei Frauen und 6 Männer. Von 200 Wahlberechtigten hatten 174 ihre Stimme abgegeben, die Wahlbeteiligung betrug damit 87,0 Prozent.

## Kultur und Sehenswürdigkeiten

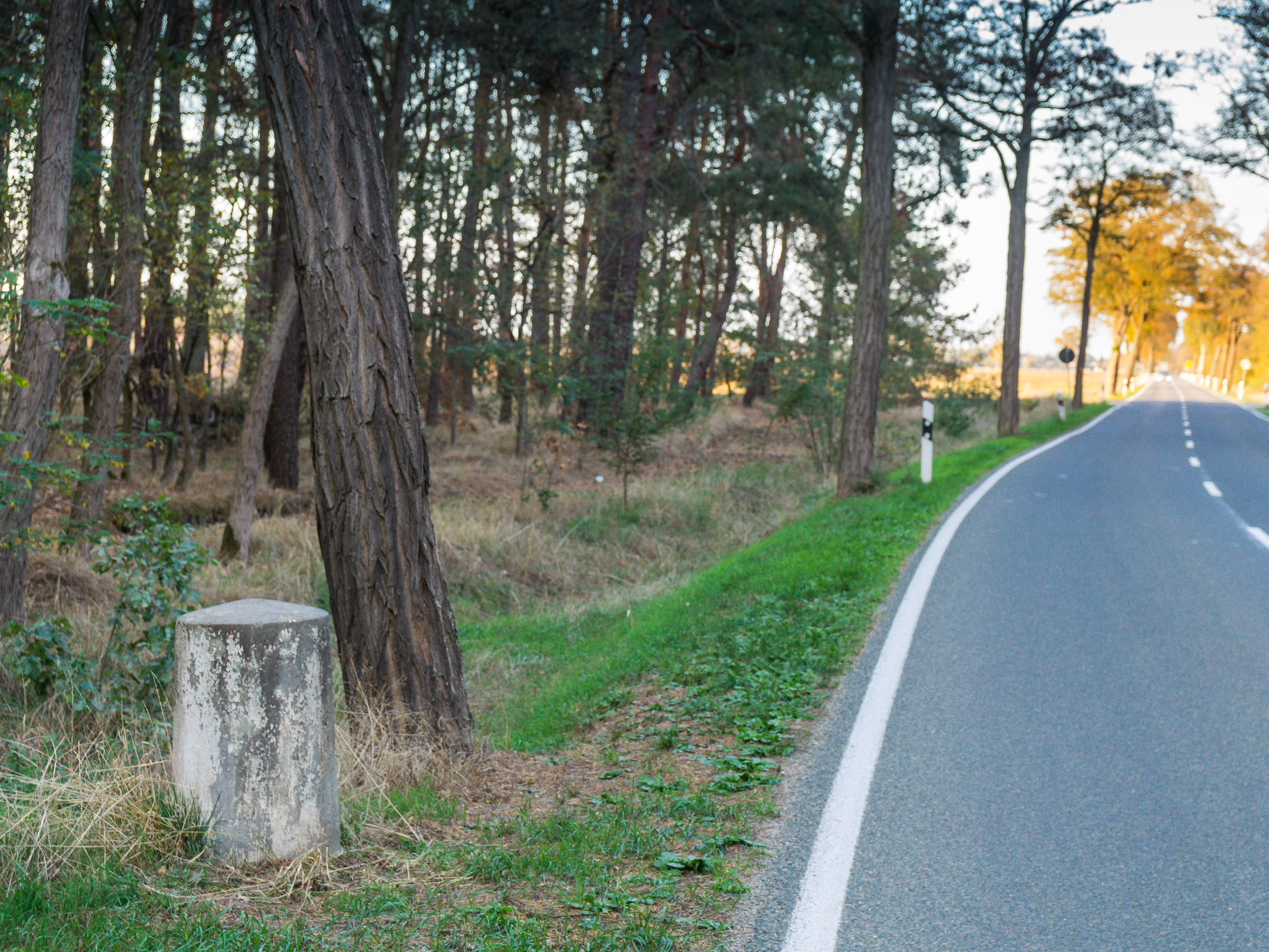
Preußischer Rundsockelstein südlich des Dorfes

- Die evangelische Dorfkirche Bölsdorf, ein klassizistischer Bau mit einer Orgel vom Ende des 19. Jahrhunderts, wurde in den Jahren 1836–38 errichtet.[27]
- Die Kirche steht auf dem Ortsfriedhof.
- In der Dorfstraße steht ein Denkmal für die Gefallenen des Ersten und Zweiten Weltkrieges, das Kriegerdenkmal Bölsdorf, eine abgestufte Stele mit angebrachter Namenstafel verziert mit einem eisernen Kreuz.[28]

## Verkehr
Die Gemeinde Bölsdorf liegt an der Landstraße zwischen den Städten Tangermünde und Tangerhütte. In Tangermünde besteht Bahnanschluss nach Stendal, im zwölf Kilometer entfernten Tangerhütte Anschlüsse nach Magdeburg und Stendal.
Es verkehren Linienbusse und Rufbusse von stendalbus.